# Bellentre
Bellentre korábbi község (település) Franciaországban, Savoie megyében. 2016. január 1-jén La Côte-d’Aime, Mâcot-la-Plagne és Valezan községgel egyesült és La Plagne Tarentaise új község része lett.
Lakosainak száma 891 fő (2018. január 1.). Bellentre Bourg Saint Maurice, Champagny-en-Vanoise, Les Chapelles, Landry, La Plagne Tarentaise, Peisey-Nancroix, Valezan és Mâcot-la-Plagne községekkel határos.

## Népesség
A település népességének változása:
| Lakosok száma | 548  | 488  | 517  | 631  | 740  | 935  | 929  | 924  | 924  | 891  |
|               | 1962 | 1968 | 1975 | 1982 | 1990 | 2008 | 2013 | 2015 | 2017 | 2018 |